# Wereldkampioenschap voetbal 2022
Het FIFA wereldkampioenschap mannenvoetbal 2022 was de 22ste editie van een vierjaarlijks toernooi tussen de nationale mannenteams van landen die aangesloten zijn bij de FIFA. Het evenement werd gehouden in Qatar. Argentinië werd wereldkampioen door in de finale met strafschoppen te winnen van titelhouder Frankrijk.
Het toernooi was met 29 speeldagen het kortste wereldkampioenschap mannenvoetbal in 44 jaar. De openingswedstrijd werd gespeeld op 20 november. Hierin versloeg Ecuador Qatar met 2-0. De finale was op 18 december.
De keuze voor Qatar leidde tot mondiale kritiek wegens de warmte in dat land, corruptie bij de toewijzing en de grote aantallen doden bij de bouw van de voetbalstadions.

## Keuze gastland

### Procedure
Half januari 2009 maakte de FIFA de definitieve procedure bekend. Alle voetbalbonden die waren aangesloten bij de FIFA mochten zich aanmelden voor de organisatie van de toernooien van 2018 en/of 2022. Uitgezonderd waren de bonden aangesloten bij CONMEBOL (Zuid-Amerika) voor beide edities en die bij de CAF (Afrika) voor de editie van 2018.
februari 2009
2 februari 2009 was de uiterste datum waarop de bonden hun interesse konden aangeven. Aan de bonden die zich hadden ingeschreven stuurde de FIFA een registratieformulier voor het bid.
maart 2009
16 maart 2009 was de uiterste datum voor het retourneren van het registratieformulier.
april 2009
In april 2009 stuurde de FIFA de geregistreerde bonden de documenten en overeenkomsten voor het bid.
december 2009
11 december 2009 was de uiterste datum voor het tekenen van de bidovereenkomst.
mei 2010
14 mei 2010 was de uiterste datum waarop de kandidaat-bonden het bid-boek aan de FIFA konden overhandigen. In dat boek verstrekten ze de gegevens die de FIFA nodig had om de kandidatuur te kunnen beoordelen en een besluit te kunnen nemen.
december 2010
Op 2 december 2010 maakte de FIFA de organiserende bonden voor het WK van 2018 (Rusland) en 2022 (Qatar) bekend. Bij die bekendmaking van de procedure gaf de FIFA bovendien aan dat twaalf stadions met capaciteiten tussen ongeveer 40.000 (groepswedstrijden) en 80.000 (opening en finale) nodig waren.

### Geïnteresseerde landen
In de kandidatuur van Australië werden twaalf stadions in tien steden voorgesteld. Negen bestaande stadions zouden worden gerenoveerd, drie stadions waren nieuw. De nieuwbouw en verbouw van de stadions was geraamd op 2,29 miljard dollar. De voorgestelde speelsteden waren: Adelaide, Brisbane, Canberra, Geelong, Gold Coast, Melbourne, Newcastle, Perth, Sydney (drie stadions) en Townsville.
Japan organiseerde een keer eerder het wereldkampioenschap; in 2002 samen met Zuid-Korea. Het was de enige keer dat het toernooi in Azië werd gehouden en dat twee landen samen het WK organiseerden. In de kandidatuur werden dertien stadions in elf steden voorgesteld. Eén stadion zou nieuw worden gebouwd, de overige twaalf zouden worden gerenoveerd. De nieuwbouw en verbouw van de stadions was geraamd op 700 miljoen tot 1,3 miljard Amerikaanse dollar. De beoogde speelsteden waren: Ibaraki, Kobe, Niigata, Oita, Osaka, Saitama, Sapporo, Shizuoka, Tokio, Toyota en Yokohama.
De Verenigde Staten hadden al één keer eerder het toernooi georganiseerd in 1994. Daarnaast is het tweejaarlijks de gastheer van de CONCACAF Gold Cup en organiseerde het het WK voor vrouwen in 1999 en 2003. In de kandidatuur werden achttien stadions in achttien steden voorgesteld. Alle stadions waren bestaand en in gebruik voor American football. Er werd al flink gebouwd aan stadions met een capaciteit van 20.000 tot 30.000 toeschouwers en men hoopte dat de groei van voetbal dusdanig toe zou nemen, dat er in 2022 een verdubbeling van de capaciteit gegarandeerd kon worden. Ingrijpende renovatie speciaal voor het WK werd dan ook niet nodig geacht. De voorgestelde speelsteden waren: Atlanta, Baltimore, Boston, Dallas, Denver, Houston, Indianapolis, Kansas City, Los Angeles, Miami, Nashville, New York, Philadelphia, Phoenix, San Diego, Seattle, Tampa, Washington D.C.
Zuid-Korea organiseerde een keer eerder het wereldkampioenschap; in 2002 samen met Japan. In de kandidatuur werden veertien stadions in twaalf steden voorgesteld. Dertien bestaande stadions zouden worden gerenoveerd, één stadion was nieuw, maar was al in aanbouw in verband met de organisatie van de Aziatische Spelen van 2014. De nieuwbouw en verbouw van de stadions was geraamd op 877 miljoen Amerikaanse dollar. De voorgestelde speelsteden waren: Busan, Cheonan, Daegu, Daejeon, Goyang, Gwangju, Incheon (twee stadions), Jeju, Jeonju, Ulsan, Seoel (twee stadions) en Suwon.

### Uitslag
Qatar was het eerste Arabische land dat een wereldkampioenschap voetbal organiseerde.
| Organiserend land | Continent     | Stemmen                                                                                       | Stemmen                                                                                       | Stemmen                                                                                       | Stemmen                                                                                       | Kosten bouw                                                                                   | Stadions                                                                                      | Eerder                     |
| Organiserend land | Continent     | Ronde 1                                                                                       | Ronde 2                                                                                       | Ronde 3                                                                                       | Ronde 4                                                                                       | Kosten bouw                                                                                   | Stadions                                                                                      | Eerder                     |
| ----------------- | ------------- | --------------------------------------------------------------------------------------------- | --------------------------------------------------------------------------------------------- | --------------------------------------------------------------------------------------------- | --------------------------------------------------------------------------------------------- | --------------------------------------------------------------------------------------------- | --------------------------------------------------------------------------------------------- | -------------------------- |
| Qatar             | Azië          | 11                                                                                            | 10                                                                                            | 11                                                                                            | 14                                                                                            | 3,0 miljard dollar                                                                            | 12 stadions                                                                                   | Nooit eerder georganiseerd |
| Verenigde Staten  | Noord-Amerika | 3                                                                                             | 5                                                                                             | 6                                                                                             | 8                                                                                             | —                                                                                             | 18 stadions                                                                                   | 1994                       |
| Zuid-Korea        | Azië          | 4                                                                                             | 5                                                                                             | 5                                                                                             | —                                                                                             | 0,9 miljard dollar                                                                            | 14 stadions                                                                                   | 2002                       |
| Japan             | Azië          | 3                                                                                             | 2                                                                                             | —                                                                                             | —                                                                                             | 1,3 miljard dollar                                                                            | 13 stadions                                                                                   | 2002                       |
| Australië         | Australië     | 1                                                                                             | —                                                                                             | —                                                                                             | —                                                                                             | 2,3 miljard dollar                                                                            | 12 stadions                                                                                   | Nooit eerder georganiseerd |
| Mexico            | Noord-Amerika | Teruggetrokken door de huidige economische situatie                                           | Teruggetrokken door de huidige economische situatie                                           | Teruggetrokken door de huidige economische situatie                                           | Teruggetrokken door de huidige economische situatie                                           | Teruggetrokken door de huidige economische situatie                                           | Teruggetrokken door de huidige economische situatie                                           | 1970 en 1986               |
| Indonesië         | Azië          | Teruggetrokken doordat de bond niet de benodigde garanties kreeg van de Indonesische regering | Teruggetrokken doordat de bond niet de benodigde garanties kreeg van de Indonesische regering | Teruggetrokken doordat de bond niet de benodigde garanties kreeg van de Indonesische regering | Teruggetrokken doordat de bond niet de benodigde garanties kreeg van de Indonesische regering | Teruggetrokken doordat de bond niet de benodigde garanties kreeg van de Indonesische regering | Teruggetrokken doordat de bond niet de benodigde garanties kreeg van de Indonesische regering | Nooit eerder georganiseerd |

### Uitbuiting arbeiders

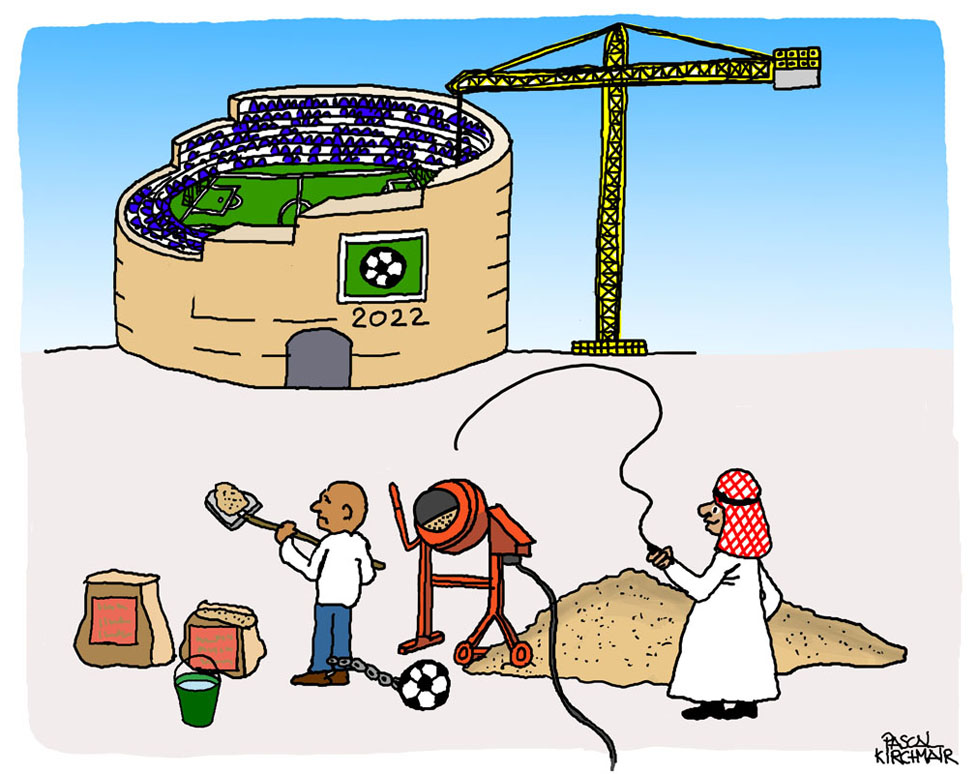
Spotprent (2018) over de misstanden bij de stadionbouw